# تورپ ویلوبی
تورپ ویلوبی (به انگلیسی: Thorpe Willoughby) یک روستا و محله مدنی در بریتانیا است که در سلبی واقع شده‌است. تورپ ویلوبی ۲٬۷۲۵ نفر جمعیت دارد.